# Prionostemma splendens
Prionostemma splendens is een hooiwagen uit de familie Sclerosomatidae.